# Dude Bro Party Massacre III
Dude Bro Party Massacre III – amerykański film fabularny z 2015 roku, wyreżyserowany przez Tomma Jacobsena, Michaela Rousseleta i Jona Salmona. Jest to horror, a zarazem czarna komedia − parodia niskobudżetowych slasherów z lat osiemdziesiątych. Projektowi nadano stylistykę wymienionego podgatunku, a także nakręcono go taką metodą, by przypominał jego przedstawicieli. W rolach głównych wystąpili w filmie Alec Owen (jeden ze scenarzystów), Patton Oswalt i Paul Prado, a w mniejszych − Olivia Taylor Dudley, Nina Hartley i Larry King. Światowa premiera Dude Bro Party Massacre III odbyła się 13 czerwca 2015 podczas Los Angeles Film Festival. Miesiąc później, 7 lipca, nastąpiła premiera komercyjna. Film zebrał pozytywne recenzje krytyków, będąc chwalonym między innymi za poczucie humoru współtwórców.

## Obsada
- Alec Owen − Brent/Brock
- Patton Oswalt − Chief
- Paul Prado − Turbeaux
- Brian Firenzi − oficer Sminkle
- Kelsey Gunn − Samantha
- Joey Scoma − Todd
- Olivia Taylor Dudley − Motherface
- Ben Gigli − Samzy

- Jimmy Wong − Sizzler
- Greg Sestero − Derek
- Jon Salmon − Nedry
- Michael Rousselet − Spike
- Mike James − Z.Q.
- Maria Del Carmen − Candance Buttiker
- Nina Hartley − dziekan Pepperstone
- Larry King − trener Handsey

## Tło i produkcja
Film pomyślany został jako parodia slasherów doby lat osiemdziesiątych. Nadano mu stylistykę wymienionego podgatunku, a także nakręcono go taką metodą, by przypominał niektórych jego przedstawicieli. W okresie postprodukcji na zdjęcia nałożono takie efekty wizualne, by obraz znacznie przypominał nagranie z kasety VHS.

## Wydanie filmu
Światowa premiera Dude Bro Party Massacre III nastąpiła 13 czerwca 2015 roku; film zaprezentowano wówczas widzom Los Angeles Film Festival. Niespełna miesiąc później, 7 lipca, odbyła się premiera komercyjna (w serwisach typu "wideo na życzenie") w Stanów Zjednoczonych. 26 sierpnia film trafił do kin na terenie Toronto. 19 września projekt wyemitowano podczas Sydney Underground Film Festival, a 25 września w trakcie HARD: LINE Film Festival w Niemczech. 19 listopada 2015 obraz miał swoją premierę kinową w Wielkiej Brytanii.

## Odbiór
Według Alberta Nowickiego (witryna His Name Is Death), Dude Bro Party Massacre III to jeden z najlepszych horrorów 2015 roku.

### Recenzje
Odbiór projektu przez krytyków był pozytywny. Agregujący recenzje filmowe serwis Rotten Tomatoes, w oparciu o cztery omówienia, okazał obrazowi 77-procentowe wsparcie. Brian Orndorf, współpracujący z witryną Blu-ray.com, uznał horror za "zmyślny w swej adoracji kaset VHS"; docenił też zabawną wymowę scenariusza. Fred Topel (CraveOnline.com) napisał ironicznie: "Dude Bro Party Massacre III jest filmem ewidentnie lepszym niż jego pierwowzór". W recenzji dla Filmwebu Albert Nowicki chwalił film: "Dude Bro Party Massacre III jest może głupawą parodią, lecz na tle innych resetujących umysł horrorów komediowych wyróżnia się zaangażowaniem ekipy filmowej w realizację materiału, szalenie bystrym poczuciem humoru oraz wysokiej klasy poziomem wykonania. Film wzbudza salwy śmiechu, ale okazuje się też dziełem urzekająco nostalgicznym, przywołującym wspomnienia po tak obskurnych tytułach jak Slumber Party Massacre II czy Night of the Creeps."

## Nagrody i wyróżnienia
- 2015, Los Angeles Film Festival:
  - nominacja do nagrody Nightfall (wyróżnieni: Tomm Jacobsen, Michael Rousselet, Jon Salmon)[5]
  - nagroda Nightgfall − specjalne wyróżnienie (Tomm Jacobsen, Michael Rousselet, Jon Salmon)[5]